# Brookhaven (Mississippi)
Brookhaven város az Amerikai Egyesült Államok Mississippi államában, Lincoln megyében, melynek megyeszékhelye is. Lakosainak száma 11 674 fő (2020. április 1.).

## Népesség
A település népességének változása:

| 2010 | 12 513 |
| 2020 | 11 674 |